# زجاج غير قابل للكسر
يعد الزجاج غير القابل للكسر (بالإنجليزية: Unbreakable glass)‏ من أنواع الزجاج البديل الذي لا يتعرض للهشاشة الطبيعية، وبشكل عام لا يُستخدم المصطلح للإشارة إلى شيءٍ غير قابل للكسر مطلقاً.

## التاريخ
يحكي عدد من الكتّاب القدامى قصة المخترع الذي اقترب من الإمبراطور الروماني طبريا باختراعه للزجاج غير القابل للكسر، وسأل تيبيريوس ما إذا كان أي شخص آخر على علم بالاختراع وعندما اجاب المخترع أنه الشخص الوحيد الذي يعرف سر قتل تيبيريوس وكان الدافع وفقاً لرينولدز هو حماية معيشة صانعي الزجاج.